# قفطان الحب (فلم)
قفطان الحب ( بالإنجليزية : Caftan of Love أو The Big Mirror) هو فيلم مغربي أنتج عام 1987 من إخراج مومن سميحي.         

## ملخص الفيلم
تدور أحداث الفيلم حول شاب عازب يدعى خليل يعتني بمزرعة عائلته في ضواحي إحدى المدن، يبحث عن توأم روحه التي يراها دائمًا في حلمه، وهي شابة ذات جمال استثنائي. يقرر الزواج منها. وبالصدفة، في اليوم الموالي، وفي أحد أزقة المدينة، يلتقي بهذه الفتاة التي تسمى رشيدة. وبالإضافة إلى جمالها الباهر، فهي تتمتع بسلوك جميل، تتطور أحداث الفيلم إلى زواج خليل برشيدة، الذي كان حلمًا، ثم تحول إلى كابوس حقيقي. 

## الممثلون
- ناتالي روش
- محمد مهدي
- نزهة الركراكي
- العربي الدغمي
- إيزابيل وينجارتن

## الروابط الخارجية
- قفطان الحب  في قاعدة بيانات الأفلام على الإنترنت (بالإنجليزية)